# Goldbachia
Goldbachia là chi thực vật có hoa trong họ Cải.